# Zuentiboldo

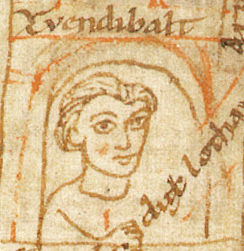
Zuentiboldo, rey de Lotaringia

(San) Zuentiboldo (Zwentibold, 870 - 13 de agosto de 900) era hijo natural del emperador Arnulfo. En 895 su padre le concedió el trono de Lotaringia, que gobernó hasta su asesinato. En 897 se casó con Oda de Sajonia, hija de Otón I, duque de Sajonia, "el Ilustre". Tras su muerte, la Iglesia católica le veneró como santo y mártir.

## Biografía
Zuentiboldo era hijo bastardo de Arnulfo de Carintia, él mismo a su vez hijo natural del rey Carlomán de Baviera. En noviembre de 887, Arnulfo fue reconocido como rey de Alemania y posteriormente coronado emperador de Occidente en febrero de 896. Después de haber rechazado en las montañas de Suiza a los ejércitos de Rodolfo, rey de Borgoña Transjurana, Arnulfo se hizo el amo sin oposición de Lotaringia. En mayo de 895, cedió zonas de este territorio, erigido en reino, a su hijo natural, Zuentiboldo. 
Trató de preservar la independencia de su reino frente al reino de los francos orientales. El primer acto del nuevo príncipe fue juntarse con su primo el rey Carlos el Simple y asediar la ciudad de Laon, favorable al rey Eudes u Odón de Francia.
A partir de 898, se enfrentó igualmente a los grandes señores de su reino, a los condes Esteban de Pouilly, a Odoacro, su principal ministro, a Reginaldo I de Henao, a Gerardo I de Metz y a su hermano Matfrido I de Metz. Los expulsó, los desposeyó de sus dignidades, se apoderó de sus bienes y tierras y los distribuyó entre sus favoritos. Su padre Arnulfo hizo todo lo posible para reconciliar a su hijo con algunos de estos grandes señores, pero en vano. 
En el año 899, Arnulfo, su padre, y Carlos el Simple decidieron desposeerlo de Lotaringia. Pero Arnulfo murió, y esta resolución quedó sin consecuencias.
Zuentiboldo reinó poco tiempo pero lo suficiente para unir contra él a toda la aristocracia del reino. En el transcurso de una batalla librada cerca de la abadía de Susteren, contra Esteban, Gerardo y Matfrido, encontró la muerte en el mes de agosto de 900, el 13 para algunos o el 30 para otros.
Tras su muerte le sucedió su hermanastro Luis el Niño.